# Скрастиньш, Имантс
И́мантс Скра́стиньш (также Скрастыньш; латыш. Imants Skrastiņš, 1941—2019) — советский и латвийский актёр театра и кино. Народный артист Латвийской ССР (1989). Офицер ордена Трёх Звёзд (2003).

## Биография
Родился 12 апреля 1941 года в Скулте (ныне Лимбажский край, Латвия). В 1951 году его отец был назначен начальником железнодорожной станции Таурупе на бывшей линии Рига — Эргли. В Таурупе Имантс окончил 7 классов местной школы, после чего семья переехала в Ригу, где он окончил среднюю школу № 1
Ещё в школьные годы начал сниматься в кино; дебютом стала роль Артура в фильме «Рита» (1957).
В 1963 году окончил театральный факультет Латвийской государственной консерватории, где его однокурсниками были Гирт Яковлев и Аусма Кантане. С этого времени и до закрытия театра в 1992 году — актёр Рижского театра юного зрителя. Особый успех имела его главная роль в спектакле режиссёра П. Петерсона «Играй, музыкант!» по произведениям Александра Чака.
От дальнейшей актёрской карьеры сознательно отказался.
В последующие годы работал радиорежиссёром. С 2004 года — в Национальном государственном совете по радио и телевидению.
С 1996 года выступает организатором ежегодных мероприятий, посвящённых памяти Эдгара Лиепиньша (1929—1995) — своего бывшего наставника и коллеги по театру.
Участвовал в работе фонда по восстановлению Братского кладбища в Риге, в комитетах по увековечению памяти К. Улманиса и З. А. Мейеровица.
Был женат на певице Рите Тренце.

## Сотрудничество с Раймондом Паулсом
В 1970-е годы Раймонд Паулс, развивая популярность латвийской эстрадной музыки, широко привлекал к вокальному искусству представителей других профессий, в том числе театральных актёров. Осенью 1979 года началось его сотрудничество со Скрастиньшем.
Уже в 1980 году исполненная Скрастиньшем песня Р. Паулса на слова В. Белшевицы «Kamolā tinēja» (рус. «Наматывая жизни нить») завоевала первое место на ежегодном республиканском конкурсе песни «Микрофон», что стало приятной неожиданностью и для композитора, и ещё больше — для исполнителя. После этого успеха их сотрудничество стало особенно активным, что вылилось в большой цикл разноплановых песен.
«Это был очень хороший, приятный и совершенно неожиданный период моей творческой жизни. Он начался с совместной деятельности здесь, в Латвии, и привёл нас в 1981 году к латышам Канады и Америки, где мы выступали с огромным успехом. Могу теперь с гордостью сказать, что именно мы с Раймондом были первыми латышами, кто выступил в Карнеги-холле, а вовсе не Лайма Вайкуле, как много раз писалось в прессе. Мы были там уже осенью 1981 года», — вспоминал Имантс.
Песни Паулса в исполнении Скрастиньша, записанные в 1981—1982 годах, были изданы фирмой «Мелодия» в альбоме «Sapņu pīpe», который выдержал 4 переиздания на виниле, а также на аудиокассете и позднее — на компакт-диске. В их числе — песня на слова В. Белшевицы «Es mīlu tevi tā…» (рус. «Я люблю тебя так...»), более известная как «Старинные часы» (на слова И. Резника) в исполнении А. Пугачёвой.
Несмотря на необычайную популярность этих песен, Имантс Скрастиньш был невысокого мнения о своих вокальных данных и не считал своё исполнение пением, из-за чего его певческая карьера была недолгой. В последующем на неоднократные просьбы продолжить выступление в качестве певца Скрастиньш категорически отказывался: «Я не певец, это лишь моё музыкальное самовыражение, подаренное мне Раймондом».

## Фильмография
- 1957 — Рита — Артур
- 1966 — Я всё помню, Ричард — эпизод[9]
- 1967 — Жаворонки прилетают первыми[латыш.] — Юстс Эглитис
- 1977 — Отблеск в воде — Николай
- 1977 — Паруса — Юрис Вайварс
- 1978 — Весенняя путёвка — Прягин
- 1978 — Семейный альбом[латыш.] — Иварс
- 1979 — Ночь без птиц — Тобиас
- 2001 — Сладкий вкус яда — Грундулис

## Награды и звания
- Заслуженный артист Латвийской ССР (1981).
- Народный артист Латвийской ССР (1989).
- Лауреат премии Александра Чака (2001).
- Офицер ордена Трёх звёзд (2003)[10].